# Justizvollzugsanstalt Itzehoe
Die Justizvollzugsanstalt Itzehoe  ist die älteste und kleinste der fünf schleswig-holsteinischen Justizvollzugsanstalten (JVA).
Sie verfügt über 32 Haftplätze, wovon 28 Plätze für Untersuchungshaft in dem Landgerichtsbezirk Itzehoe vorgesehen sind. Die übrigen vier Plätze sind für Strafgefangene reserviert, die in der JVA als Kalfaktoren (im Gefängnisjargon meist einfach „Kalli“ genannt) tätig sind.

## Geschichte
Die JVA Itzehoe wurde 1876 erbaut. Bis 1966 waren dort weibliche Gefangene inhaftiert, die anschließend in die Justizvollzugsanstalt Lübeck überführt wurden.